# Кристи, Сайрус
Сайрус Сильвестр Фредерик Кристи (англ. Cyrus Sylvester Frederick Christie; род. 30 сентября 1992 года, Ковентри, Англия) — ирландский футболист английского происхождения, защитник клуба «Халл Сити» и национальной сборной Ирландии.

## Клубная карьера

### «Ковентри Сити»
Воспитанник футбольного клуба «Ковентри Сити». Во взрослой команде дебютировал 10 августа 2010 года в матче против «Моркам». В январе 2011 года на правах аренды перешёл в «Нанитон Таун», но успел сыграть всего 5 матчей, и «Ковентри Сити» отозвал его обратно. Затем в феврале этого же года Кристи снова ушёл в аренду в целях получения игрового времени и опыта, на этот раз в «Хинкли Юнайтед». Сыграл в клубе 7 матчей.
После возвращения с аренды Кристи играл в «Ковентри Сити» до конца сезона 2013/14.

### «Дерби Каунти»
10 июля 2014 года Кристи подписал трёхлетний контракт с «Дерби Каунти». Дебютировал в клубе 9 августа в матче против «Ротерем Юнайтед». Первый гол забил 20 февраля 2016 года в победной встрече против «Брентфорда» (3:1).

### «Мидлсбро»
7 июля 2017 года перешёл в «Мидлсбро». Сумма трансфера составила около £2,5 млн. Дебютировал 5 августа в матче против «Вулверхэмптон Уондерерс» (0:1). 23 сентября забил первый гол в составе «Боро» в выездном матче против «Фулхэма» (1:1). 31 января 2018 года перешёл в «Фулхэм», подписав 3-летний контракт.

## Международная карьера
Кристи хоть и является уроженцем Англии, но имеет ирландские корни по линии деда. Это даёт ему право выступать за национальную сборную Ирландии. Прадед Кристи — Патрик Мэлоун, известный ирландский футболист 1920-х годов, известен выступлениями за «Шемрок Роверс». В октябре 2014 года на Кристи обратил внимание тренер сборной Ирландии Мартин О’Нил. Внимание тренера привлекло выступление Кристи в «Дерби Каунти» в начале сезона после перехода из «Ковентри Сити». 10 ноября Кристи был приглашён в сборную для участия в матче отборочного турнира Чемпионата Европы 2016 против сборной Шотландии и товарищеского матча со сборной США.
18 ноября 2014 года Кристи дебютировал в сборной в матче против США. Матч прошёл на «Авива Стэдиум», ирландцы выиграли встречу со счётом 4:1. Мартин О’Нил положительно оценил дебютное выступление Кристи в сборной. Свой первый гол за сборную Кристи забил в матче против сборной Гибралтара. 8 октября 2015 года в матче против сборной Германии Кристи вышел на поле в стартовом составе вместо травмированного Шеймуса Коулмана.

## Статистика

### Статистика клубных выступлений
| Клуб           | Сезон            | Лига                 | Лига  | Лига | Кубок ФА | Кубок ФА | Кубок Лиги | Кубок Лиги | Другое | Другое | Всего | Всего |
| Клуб           | Сезон            | Дивизион             | Матчи | Голы | Матчи    | Голы     | Матчи      | Голы       | Матчи  | Голы   | Матчи | Голы  |
| -------------- | ---------------- | -------------------- | ----- | ---- | -------- | -------- | ---------- | ---------- | ------ | ------ | ----- | ----- |
| Ковентри Сити  | 2010/11          | Чемпионшип           | 0     | 0    | 0        | 0        | 1          | 0          | —      | —      | 1     | 0     |
| Ковентри Сити  | 2011/12          | Чемпионшип           | 37    | 0    | 1        | 0        | 1          | 0          | —      | —      | 39    | 0     |
| Ковентри Сити  | 2012/13          | Первая лига          | 31    | 2    | 2        | 1        | 1          | 0          | 5      | 0      | 39    | 3     |
| Ковентри Сити  | 2013/14          | Первая лига          | 34    | 1    | 5        | 0        | 1          | 0          | 0      | 0      | 40    | 1     |
| Ковентри Сити  | Всего            | Всего                | 102   | 3    | 8        | 1        | 4          | 0          | 5      | 0      | 119   | 4     |
| Нанитон Таун   | 2010/11          | Северная Конференция | 5     | 0    | —        | —        | —          | —          | —      | —      | 5     | 0     |
| Хинкли Юнайтед | 2010/11          | Северная Конференция | 7     | 0    | —        | —        | —          | —          | —      | —      | 7     | 0     |
| Дерби Каунти   | 2014/15          | Чемпионшип           | 38    | 0    | 2        | 0        | 4          | 0          | —      | —      | 44    | 0     |
| Дерби Каунти   | 2015/16          | Чемпионшип           | 35    | 1    | 1        | 0        | 0          | 0          | —      | —      | 36    | 1     |
| Дерби Каунти   | Всего за карьеру | Всего за карьеру     | 187   | 4    | 11       | 1        | 8          | 0          | 5      | 0      | 211   | 5     |

### Статистика выступлений за сборную
| Сборная  | Год   | Матчи | Голы |
| -------- | ----- | ----- | ---- |
| Ирландия | 2014  | 1     | 0    |
| Ирландия | 2015  | 3     | 1    |
| Всего    | Всего | 4     | 1    |

## Достижения
«Фулхэм»
- Победитель плей-офф Футбольной лиги Англии: 2017/18